# Referendum in Slowenien 2003 über den Beitritt zur Europäischen Union und zur NATO

EU-Osterweiterung 2004:

Am 23. März 2003 wurde ein Referendum in Slowenien zur Frage des Beitritts zur Europäischen Union und zur Mitgliedschaft Sloweniens in der NATO abgehalten. Sowohl der EU-Beitritt als auch die NATO-Mitgliedschaft wurden von der Mehrheit der Abstimmenden befürwortet.

## Vorgeschichte
Nach dem Fall des Eisernen Vorhangs und der Zerfall der Sowjetunion kam es auch im kommunistischen Jugoslawien zu Auflösungserscheinungen. Am 23. Dezember 1990 fand ein Referendum in Sloweniens statt, bei dem sich fast 90 % der Abstimmenden für eine Unabhängigkeit der bisherigen Teilrepublik Slowenien von Jugoslawien aussprachen. Am 25. Juni 1991 erklärten die beiden Republiken Slowenien und Kroatien ihren Austritt aus dem jugoslawischen Staatsverband. In den folgenden Jahren suchte das unabhängig gewordene Slowenien den Anschluss an Mittel- und Westeuropa, auch deswegen, weil in Teilen des ehemaligen Jugoslawien (Bosnien-Herzegowina, Teilen Kroatiens, Kosovo) weiterhin bürgerkriegsähnliche Zustände herrschten. Am 15. Juli 1997 beantragte Slowenien daher die Aufnahme in die Europäische Union. Im März 1994 ging Slowenien mit der NATO eine Militärkooperation im Rahmen der Partnerschaft für den Frieden ein. Die EU- und NATO-Mitgliedschaft wurde von allen größeren politischen Parteien Sloweniens befürwortet.
Die EU erkannte Sloweniens Unabhängigkeit im Januar 1992 offiziell an. Im Juni 1996 stellte Slowenien einen Aufnahmeantrag bei der EU und im März 1998 begannen Verhandlungen zwischen der EU und der slowenischen Regierung. Die EU stellte Slowenien erhebliche Mittel zur Verfügung zur Anpassung der slowenischen Wirtschaft und insbesondere Landwirtschaft an EU-Verhältnisse.
Die slowenische Regierung setzte vor dem für das Jahr 2004 geplanten EU- und NATO-Beitritt ein Referendum an, in dem die Wählerschaft zum EU- und NATO-Beitritt befragt werden sollten.

## Referendum
Im Referendum wurden zwei Fragen gestellt, die unabhängig voneinander beantwortet werden konnten:

„Ali se strinjate, da Republika Slovenija postane članica Evropske unije (EU)?“

„Stimmen Sie dem Vorschlag zu, dass die Republik Slowenien der Europäischen Union beitritt?“

und

„Ali se strinjate, da Republika Slovenija postane članica Organizacije Severnoatlantske pogodbe (NATO)?“

„Stimmen Sie dem Vorschlag zu, dass die Republik Slowenien ein Mitglied der NATO wird?“

Im Ergebnis sprachen sich die Wähler mit deutlicher Mehrheit für den EU- und NATO-Beitritt des Landes aus:
| Wahl                               | Stimmen | %     |
| ---------------------------------- | ------- | ----- |
| Dafür                              | 869.171 | 89,64 |
| Dagegen                            | 100.503 | 10,36 |
| Abgegebene Stimmen                 | 974.558 | –     |
| Ungültige/leere Stimmzettel        | 4.884   | –     |
| Gültige Stimmen gesamt             | 969.674 | 100   |
| Quelle: Slowenische Wahlkommission |         |       |

| Wahl                               | Stimmen | %     |
| ---------------------------------- | ------- | ----- |
| Dafür                              | 637.882 | 66,08 |
| Dagegen                            | 327.463 | 33,92 |
| Abgegebene Stimmen                 | 974.524 | –     |
| Ungültige/leere Stimmzettel        | 9.179   | –     |
| Gültige Stimmen gesamt             | 965.345 | 100   |
| Source: Slowenische Wahlkommission |         |       |

Die Wahlbeteiligung lag bei beiden Fragen bei 60,2 %.
Infolge der Referenden trat Slowenien am 29. März 2004 der NATO und im Rahmen der EU-Osterweiterung am 1. Mai 2004 der Europäischen Union bei.